# Conioscinella nigrifrons
Conioscinella nigrifrons är en tvåvingeart som först beskrevs av Becker 1911.  Conioscinella nigrifrons ingår i släktet Conioscinella och familjen fritflugor. Inga underarter finns listade i Catalogue of Life.